# U-Bahnhof Uhlandstraße (Berlin)

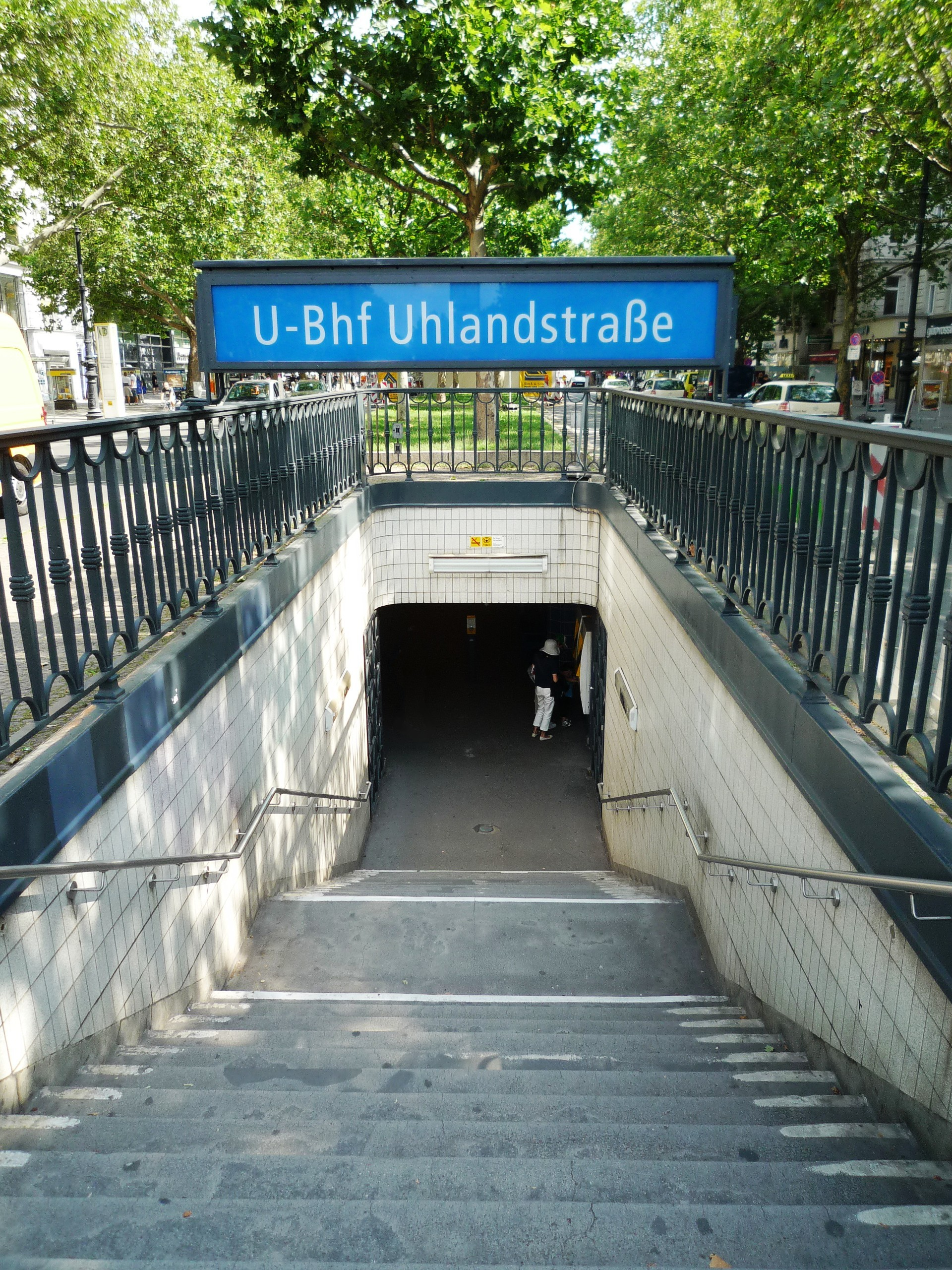
U-Bahnhof Uhlandstraße

Der U-Bahnhof Uhlandstraße, eröffnet 1913, ist der Endbahnhof der Linie U1 der Berliner U-Bahn im Ortsteil Charlottenburg des Bezirks Charlottenburg-Wilmersdorf. Er befindet sich unter dem Kurfürstendamm an der Kreuzung mit der Uhlandstraße. Die Ausgänge des in Unterpflasterlage erbauten Bahnhofs befinden sich auf der Mittelinsel des Kurfürstendamms.

## Geschichte

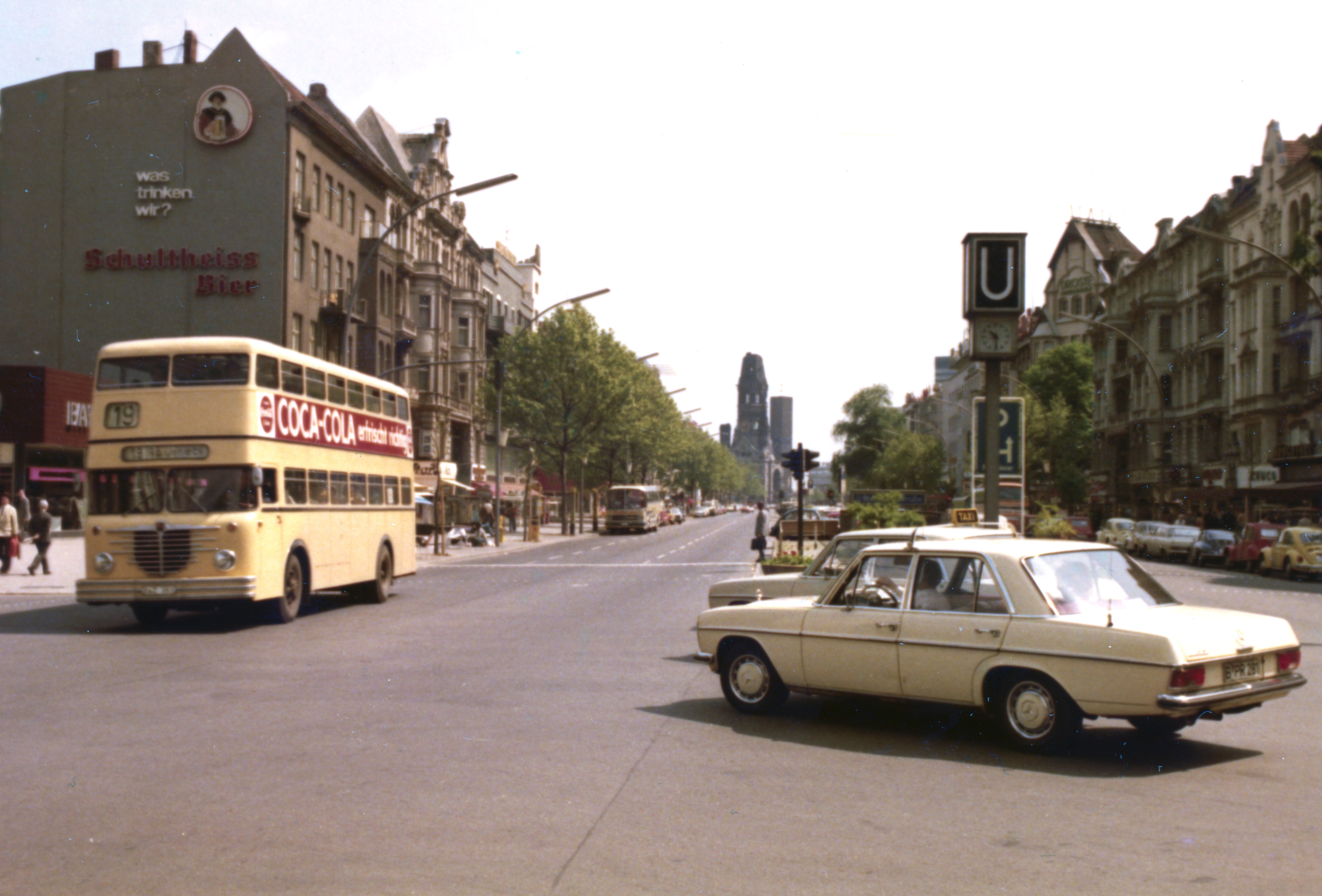
Blick auf den Eingang am U-Bahnhof Uhlandstraße in den 1970er Jahren

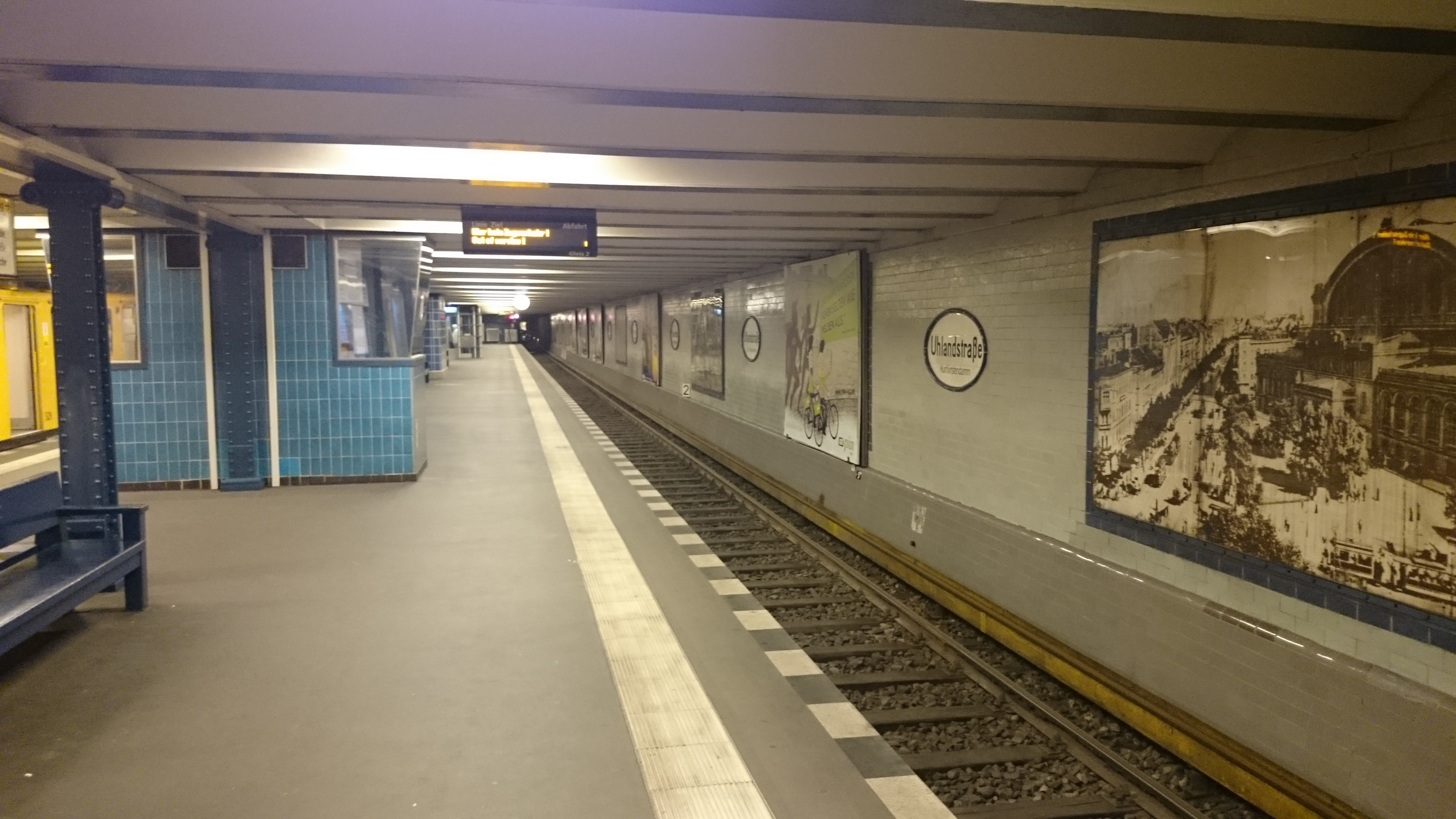
Bahnsteig der U1

Der U-Bahnhof Uhlandstraße ist der Endbahnhof der Linie U1. Ursprünglich wurde der Bahnhof als erster Bahnhof einer geplanten Strecke nach Halensee gebaut. Die Strecke sollte am U-Bahnhof Wittenbergplatz beginnen und unter dem Kurfürstendamm in Richtung Westen führen. Diese Pläne sind allerdings bisher nicht realisiert worden. Nach dem Mauerbau war der Bahnhof lange Zeit Endpunkt der Linie 3 (anfangs BIV), die aus nur drei Stationen bestand: Wittenbergplatz, Kurfürstendamm und Uhlandstraße. Ein Kurzzug pendelte damals im 10-Minuten-Takt zwischen diesen Bahnhöfen, der hintere Teil des Bahnhofs wurde abgesperrt. Erst nach der politischen Wende fuhren dann die Züge der Linie U15 wieder bis Warschauer Straße durch. Diese Linie wurde am 12. Dezember 2004 in „U1“ umbenannt.
Der U-Bahnhof wurde am 12. Oktober 1913 eröffnet. Er befindet sich in Unterpflasterlage und besaß anfangs an beiden Enden jeweils einen direkten Ausgang auf die Mittelinsel des Kurfürstendamms. Der Bahnhof wurde zwischen November 1957 und dem 27. September 1961 stillgelegt, da mit dem Bau der U-Bahn-Linie G (heute: U9) unter der Kreuzung Kurfürstendamm und Joachimsthaler Straße ein Kreuzungsbahnhof entstand. Die Bedienung der Strecke während der Bauarbeiten wurde für entbehrlich gehalten und vereinfachte den Bauablauf. Wenige Jahre nach Inbetriebnahme des neuen Kreuzungsbahnhofs Kurfürstendamm wurde am 5. März 1964 der östliche Zugang zum Bahnhof geschlossen. Dort stand zwischen 1986 und 1999 das erste vollelektronische Stellwerk der BVG. Es wurde inzwischen durch ein moderneres Stellwerk ersetzt.
Nach einem Brand im U-Bahnhof Deutsche Oper wurde beschlossen, dass jeder U-Bahnhof der BVG zwei Ausgänge erhalten soll. So wurde im Mai 2005 ein relativ schmaler Zugang in Richtung Osten eröffnet. 2010 wurde ein gläserner Aufzug zwischen Bahnsteig und Straßenniveau auf der Kurfürstendamm-Mittelinsel in Höhe Fasanenstraße fertiggestellt, die Baukosten beliefen sich auf 1,1 Millionen Euro.
Der westliche Treppenzugang musste wegen erheblicher Schäden an der Tragwerkskonstruktion gesperrt und bis Ende 2020 von Grund auf instand gesetzt werden. Hierbei erhielt der Zugang zusätzlich einen nachgebauten Eingangsbogen im historischen Stil des Architekten Alfred Grenander.

## Zukunft
Westlich des Bahnhofs befindet sich eine ausgedehnte Kehranlage. Diese sollte Teil der nicht realisierten U-Bahn-Strecke nach Halensee werden. Der Weiterbau dieser Strecke ist zwar geplant, allerdings steht der Beginn des Ausbaus aufgrund der angespannten Haushaltslage Berlins noch nicht in Aussicht. Der nächste Bahnhof auf der Strecke in Richtung Westen wäre ein neu zu bauender Bahnhof Schlüterstraße.

## Anbindung

### Schienenverkehr
| Linie | Verlauf |
| ----- | --- |
|       | Uhlandstraße – Kurfürstendamm – Wittenbergplatz – Nollendorfplatz – Kurfürstenstraße – Gleisdreieck – Möckernbrücke – Hallesches Tor – Prinzenstraße – Kottbusser Tor – Görlitzer Bahnhof – Schlesisches Tor – Warschauer Straße |

### Busverkehr
Der U-Bahnhof bietet Umsteigemöglichkeiten von der Linie U1 zu den Omnibuslinien X10, M19, M29, 109, 110 und N10 der Berliner Verkehrsbetriebe.
| Linie | Verlauf |
| ----- | --- |
| M19   | S Grunewald – Taubertstr. – S Halensee – U Uhlandstr. – U Kurfürstendamm – U Mehringdamm                                                                                                  |
| M29   | Roseneck – S Halensee – U Uhlandstr. – U Wittenbergplatz – U Hermannplatz/Urbanstr. |
| X10   | Hertzallee – S+U Zoologischer Garten – U Uhlandstr. – Am Rehwechsel – Teltow, Zehlendorfer Str. – S Teltow Stadt/Gonfrevillestr.; … – Teltow, Zehlendorfer Str. – Teltow, Rammrath-Brücke |
| 109   | Urban Tech Republic – U Uhlandstr. – S+U Zoologischer Garten – Hertzallee |
| 110   | Hertzallee – S+U Zoologischer Garten – U Uhlandstr. – U Oskar-Helene-Heim |
| N10   | Hertzallee – S+U Zoologischer Garten – U Uhlandstr. – Sachtlebenstr. |